# 2-Ethyl-4,5-dimethylphenol
2-Ethyl-4,5-dimethylphenol ist eine chemische Verbindung aus der Gruppe der Alkylphenole.

## Vorkommen
2-Ethyl-4,5-dimethylphenol kommt natürlich im Öl von Rosmarinus officinalis in einer Konzentration von bis zu 12 % vor und wurde auch im Urin weiblicher Elefanten gefunden.